# Рон Карно
Рон Карно (англ. Ron Karnaugh, 19 липня 1966) — американський плавець.
Учасник Олімпійських Ігор 1992 року.
Призер Чемпіонату світу з водних видів спорту 1998 року.
Призер Пантихоокеанського чемпіонату з плавання 1997 року.
Переможець Панамериканських ігор 1991 року.